# Omar Espinosa
Omar Espinosa es un guitarrista y productor estadounidense, conocido por ser parte de la primera formación de la banda Escape The Fate, desde mediados del 2004 a finales del 2007.

## Historia
Omar Espinosa nació en Las Vegas, Nevada.
Omar participó en bastantes bandas antes de Escape The Fate, como The Black and White City.
En el 2004, Omar fue convocado para ser guitarrista principal en la banda de post-hardcore Lovehatehero, en California, este abandonó la banda en el mismo año, para ser parte de Escape the Fate. La que se hizo conocida en la escena hardcore local de Nevada muy pronto.
El 26 de septiembre de 2006, la banda lanza su primer álbum, Dying Is Your Latest Fashion, por Epitaph Records. Posicionándose en el #12 en el Top Heatseekers.
A finales del 2007, en el Black On Black Tour junto a Blessthefall, Omar dejó la banda. De acuerdo a la entrevista, realizada por el portal Buzznet, al exvocalista de Escape the Fate y actual en Falling in Reverse, Ronnie Radke dijo: Omar dejó la banda luego de una pelea con el bajista de la banda, Max Green, la cual se dio durante una presentación en vivo.
Tiempo después, Omar se integró a la banda Perfect Like Me, la cual dejó en el 2010, tras grabar el EP She's Poison, retirándose parcialmente de la música y dedicarse a su familia. 
De acuerdo con su página de MySpace, Omar es productor, de bandas como Sky Diamonds City.
En el año 2011, Espinosa participó con Ronnie Radke en la banda Falling in Reverse, como compositor de los temas Don't Mess with Ouija Boards y Goodbye Graceful, del álbum The Drug In Me Is You, el que fue lanzado el 26 de julio.

## Discografía
Escape The Fate
- Escape The Fate (Demo) (2005)
- There's No Sympathy for the Dead (EP) (2006)
- Dying Is Your Latest Fashion (2006)
- Situations (EP) (2007)

Perfect Like Me
- She's Poison (EP) (2010)